# The Games Factory

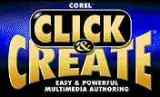
Logo von Click & Create

The Games Factory ist ein kommerzielles Computerspiel-Entwicklungssystem, das vom Unternehmen Clickteam entwickelt wurde und für das keinerlei Programmierkenntnisse notwendig sind. Stattdessen werden die Objekte mittels Drag & Drop platziert und ihnen verschiedene Ereignisse und Aktionen zugewiesen.
The Games Factory ist der Nachfolger von Klik & Play und erfreut sich aufgrund seiner Einfachheit im Internet großer Beliebtheit. Es gibt jedoch immer noch gewisse Einschränkungen in der Programmierung, weshalb er nur Einsatz im Prototyping oder bei Hobbyentwicklern findet.
Wichtigste Neuerungen waren Levels in der Größe von mehreren Bildschirmen, die Erweiterung durch sogenannte Extensions (z. B. für Netzwerkzugriff), Dateizugriff (zur Speicherung von Spielständen, Hi-Scores, Levels usw.), globale Objekte und Ereignisse. Ansonsten gab es nur kleine Änderungen wie Alpha Blending, erweiterte Programmiermöglichkeiten und eine verbesserte Engine.
Im Gegensatz zu anderer Klik Software wie Multimedia Fusion wird The Games Factory eher für die Erzeugung von Spielen eingesetzt. Es beherrscht den Export in das Dateiformat, das von dem Browserplugin Vitalize! gelesen werden kann, wodurch die erstellten Spiele auch im Webbrowser angezeigt werden können.

## Geschichte
Durch verschiedene Publisher in verschiedenen Ländern kam es zu einer sehr verwirrenden Namensgebung und vielen unterschiedlichen Versionen.
- 1996–1998 wurde es unter dem Namen Click & Create von Corel vertrieben.
- 1996 wurde es als eine "abgespeckte" Version von Click & Create (Timeline Editor wurde entfernt, Bibliotheken wurden geändert) von Europress in Europa, Australien und China vertrieben.
- 1998 erfolgte die Veröffentlichung in Brasilien.
- 1999 wurde Click & Create unter dem Namen MultiMedia Fusion Express von IMSI wiederveröffentlicht.
- 2000 wurde The Games Factory unter dem Namen The Games Factory Pro und einer anderen Lizenzbedingung wiederveröffentlicht.

## Editoren
The Games Factory besteht aus einer Reihe von verschiedenen Editoren, mit denen bestimmte Bereiche des Spielprojektes beeinflusst werden können.

### Drehbucheditor
Im Drehbucheditor können neue Levels zum Spiel hinzugefügt und Levelparameter eingestellt werden.

### Leveleditor
Im Leveleditor können verschiedene Objekte mittels Drag & Drop zum Level hinzugefügt werden. Es werden dabei grundsätzlich drei verschiedene Arten von Objekten unterschieden:
- Hintergrundobjekte: statische Objekte zur Anzeige von Hintergrundbildern, nur einfache Kollisionsabfragen möglich
- Aktivobjekte: dynamische Objekte mit Animation und Bewegung, es können verschiedene Zustände abgefragt werden, sind rechenintensiver als Hintergrundobjekte
- Spezialobjekte: Texte, Zähler, Extensions usw.

### Ereigniseditor
Im Ereigniseditor kann die eigentliche Logik definiert werden.
Hierfür wird eine Matrix eingesetzt, die Ereignisse (z. B. "Stein kollidiert mit Spielfigur") stellen die Zeilenköpfe dar. 
Alle Objekte, mit denen etwas "geschehen" kann, sowie einige Spezialobjekte sind in den Spaltenköpfen erreichbar.
Beispiel:
Zeile Objekt "Stein" kollidiert mit Objekt "Spielfigur", Spalte Spezialobjekt "Sound": Play Sound "aua.wav"
Zeile Objekt "Stein" kollidiert mit Objekt "Spielfigur", Spalte Objekt "Stein": Richtung ändern → abprallen

### Einzelschritteditor
Der Einzelschritteditor ist eine einfachere Version des Ereigniseditors, der sich sehr gut für Anfänger eignet. Er ist eigentlich ein Modus des Leveleditors, das Level wird in selbigem "ausgeführt".
Bei jedem Ereignis bricht die Ausführung ab und der Benutzer kann nun in einem einfachen Auswahlfenster menügesteuert die Aktionen einstellen, die durch das Ereignis ausgelöst werden sollen, sie werden dann automatisch in die Matrix des Ereigniseditors übernommen.
Für fortgeschrittene Benutzer ist dieser Editor eher ungeeignet, da das "spielen" sehr lange dauern kann, das Spiel auch bei ungewollten Ereignissen unterbrochen wird und nur sehr begrenzte Aktionen möglich sind.

### Timeline Editor
In einer Zeitstrahlansicht können verschiedene zeitgesteuerte Ereignisse besser koordiniert werden, ansonsten ähnelt er dem Ereigniseditor.
Dieser Editor ist nur in Click & Create bzw. Multimedia Fusion Express verfügbar.

## Aktivobjekte
Jedem Aktivobjekt kann eine von sechs Bewegungsarten zugewiesen werden:
- Mausgesteuert
- Acht Richtungen
- Rennwagen
- Plattform
- Springender Ball (Computerberechnete Abprallbewegungen)
- Pfadbewegung (Computergesteuert)

Für jedes (Aktiv-)Objekt können verschiedene Parameter wie Maximalgeschwindigkeit, Beschleunigung, Verzögerung usw. definiert werden.
Außerdem kann für jede von 32 möglichen Richtungen und 16 möglichen Zuständen (z. B. stehend, gehend, springend usw.) eine Folge von Einzelbildern und eine entsprechende Animationsgeschwindigkeit zugewiesen werden, wodurch das Objekt verschieden animiert werden kann.
Im Ereigniseditor können von den Aktivobjekten verschiedene Zustände wie Kollision mit anderen Objekten, Geschwindigkeit, Position, Richtung usw. abgefragt und verglichen werden.